# Dolichopus canaliculatus
Dolichopus canaliculatus är en tvåvingeart som beskrevs av Thomson 1869. Dolichopus canaliculatus ingår i släktet Dolichopus och familjen styltflugor.
Artens utbredningsområde är Nevada. Inga underarter finns listade i Catalogue of Life.